# Casa Campino
La casa Campino se localiza en el sector de San Antonio, en la parte alta del núcleo urbano de Icod de los Vinos, isla de Tenerife (Canarias, España), muy cerca de la ermita del mismo nombre y junto al antiguo camino de El Amparo. El carácter esencialmente rural de esta antigua hacienda, situada en la periferia del casco icodense, se ha visto desvirtuado en la actualidad por la creciente expansión urbanística que ha propiciado la absoluta transformación del paisaje. No obstante, el inmueble del siglo XVIII conserva importantes valores patrimoniales que obligan a su protección.
Es bien de interés cultural, con categoría de monumento.

## Descripción
El inmueble presenta una sección irregular, con diversos módulos o crujías independientes adosados a un núcleo central. La entrada principal se practica a través de un patio limítrofe con la antigua calle Real, hoy denominada Campino, hacia el oeste del edificio. La construcción se ha adaptado a la acusada pendiente del terreno, de forma que hacia el norte, el núcleo central dispone de tres niveles en su parte más elevada (el antiguo granero), y hacia el sur dispone de una y dos alturas, según qué crujía.
La fachada de la entrada se halla encajada a escuadra entre dos módulos laterales, encuadrando el patio. La conforman un lateral de la cocina y, retranqueado, el vestíbulo del núcleo central. Tanto el vestíbulo como la cocina se levantan sobre sendos entresuelos cuyos ventanos apreciamos desde el exterior. La puerta de entrada se halla a la derecha (sur) del vestíbulo, y tiene acceso a través de una escalera recta de piedra cubierta por un alpende o cobertizo. Tres ventanas de guillotina ocupan la parte central de este paño de fachada. Los marcos de las ventanas se prolongaban casi hasta la base del piso encerrando unos antepechos de fábrica que hoy han sido borrados y unificados por el revoque exterior (no ocurre lo mismo por la parte interior). En el lateral de la cocina, junto a una ventana de guillotina se halla, algo volada, una caja de celosías para destiladera. El cuerpo central remata en un parapeto con la base de fábrica y la mitad superior con baranda de madera entre pilares. Hacia el sur de esta fachada, en el vértice inferior, se abre un hueco que no es otra cosa que un pasillo que franquea el paso hacia la galería y la huerta, en la fachada norte del inmueble.
La fachada norte está integrada igualmente por el núcleo central de la vivienda y por una crujía lateral de gran tamaño, ambas con orientación este-oeste y con retranqueo, convergiendo en escuadra. Esta crujía lateral, de dos alturas, está integrada en rigor por dos crujías inmediatas: una próxima a la calle, de menor altura y con cubierta plana, y la otra hacia el este, con cubierta a cuatro aguas. Bajo la primera de ellas se halla la antigua bodega. Por la relativa amplitud de sus habitaciones y ventanas, de guillotina, se deduce que éste era el módulo de habitación. En el cuerpo central destaca, de este lado, una galería baja abierta que apea sobre gruesos pies derechos de madera y sobre un pilar central de mampuesto. Las ventanas del vestíbulo que miran hacia el norte, más estilizadas, con amplios antepechos de fábrica, así como el remate en parapeto con baranda de madera, corresponden muy probablemente a reformas practicadas hacia finales del XIX o principios del XX, y no se compadecen, ni estilística ni compositivamente, con la parte más antigua de esta misma fachada, el granero y la estancia inferior, cuyos dos huecos escasos vienen determinados por la más simple practicidad. El alero del granero, con bastante vuelo, es de madera.
En la parte sur, de uno y dos niveles, integrada por la conjunción de distintos módulos en diferentes planos de fachada, destaca la trasera de la cocina, con la enorme chimenea poligonal, y el balcón de antepecho corrido, liso, del granero.
En la fachada este, finalmente, domina un módulo de hormigón, de sección cuadrada, tres plantas y cubierta plana, adherido al núcleo central. Los huecos de las plantas superiores disponen de molduras de hormigón; la cornisa se halla, igualmente, moldurada. Este añadido puede corresponder a los años de 1920 o 1930.